# 安加罗阿

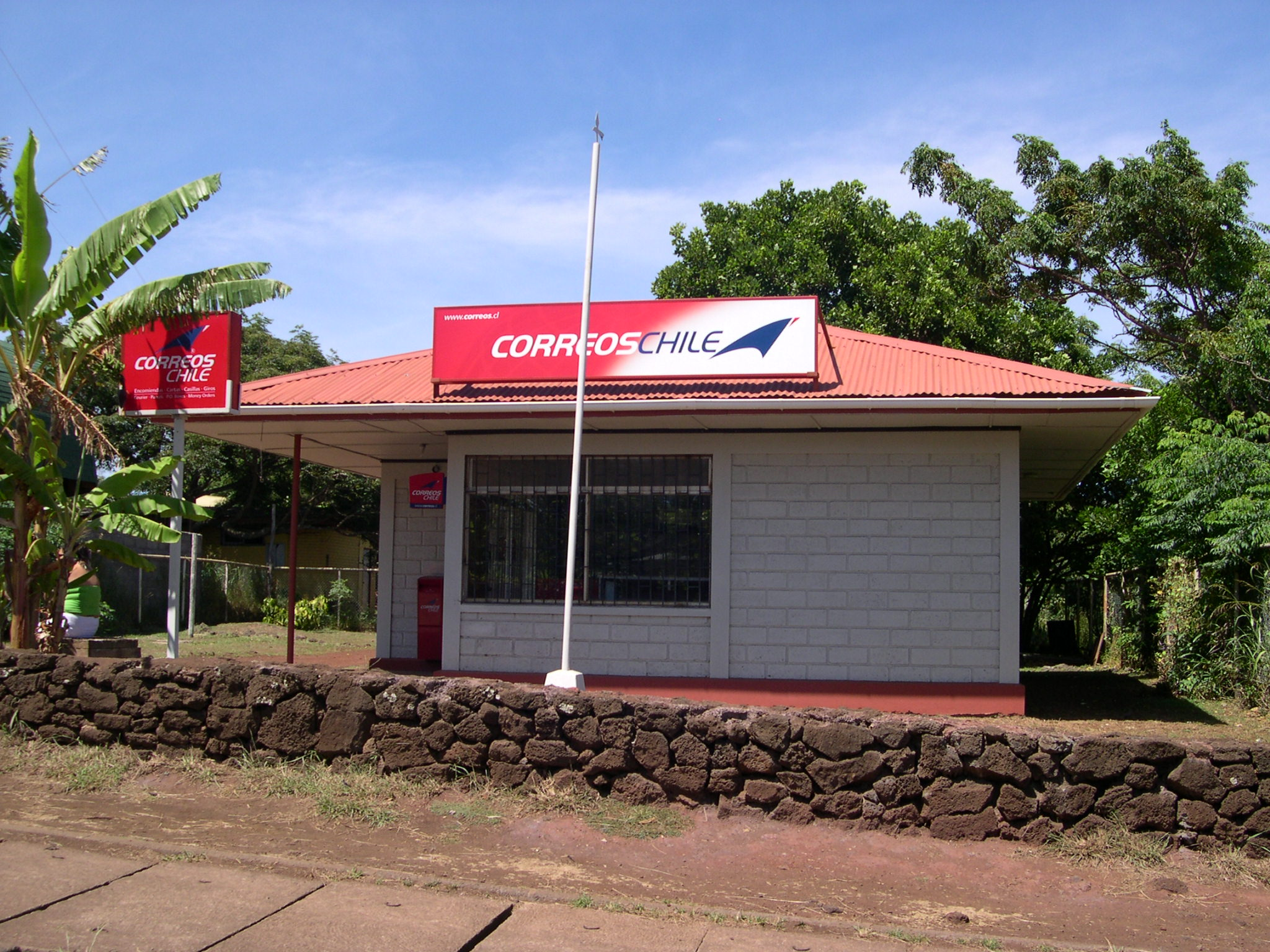
安加罗阿邮局

安加罗阿（Hanga Roa）为智利复活节岛上的主要城镇，位于该岛南部。总人口3,304 (2002年统计)，占全岛人口87%。当地有小型的鱼类加工业。